# Formula Masters
La Formula Masters, conosciuta anche come Formula Super 2000, fu una categoria per monoposto che dal 2007 al 2009 accompagnò, nelle tappe europee, il Mondiale per vetture Turismo.

## Storia

### Le origini
Il campionato nacque nel 2005, quale 3000 Pro Series, organizzato dalla Peroni Promotion con base in Italia, quale concorrente della Formula 3000 italiana. La serie utilizzava Lola B99/50 oltre che le più moderne Lola B02/50.
L'anno seguente l'organizzazione passò alla MTC Organisation che ridenominò il campionato come F3000 International Masters, serie che divenne così di supporto al WTCC.

### L'abbandono delle F.3000
Nel 2007 vi è l'avvento di una nuova tipologia di vetture, una macchina molto più simile a una Formula 3 appositamente costruita dalla Tatuus, nate dalla collaborazione con la N.Technology, società italiana che nel WTCC si occupava della gestione del team Alfa Romeo. Anche il campionato cambiò nome per diventare International Formula Masters.
Per quanto riguarda il motore, esso è un 2 litri di cilindrata a 4 cilindri con 250 cavalli di potenza costruito interamente in alluminio preparato dall'officina di Heini Mader. La fornitura degli pneumatici è garantita dalla casa giapponese Yokohama.
Scopo della categoria, organizzata dalla 'N-Technology',  è quello di far crescere giovani piloti da portare alle ruote coperte o alle categorie per monoposto superiori senza chiedere loro i budget elevati richiesti negli altri campionati di categoria.
La prima edizione vide la partecipazione di 31 piloti (nel primo appuntamento di Valencia), alcuni dei quali dalle buone prospettive future, come il neozelandese di origini olandesi Chris Van der Drift e il danese Kasper Andersen, protagonisti l'anno prima nel campionato europeo di Formula Renault, e Vitalij Petrov, che correrà in Formula 1 nel 2010.

## Regolamento

### Regolamento tecnico
La serie è un(a) monomarca in un cui sono ammessi solo telai di F2000 prodotti dalla Tatuus. Le vetture sono spinte da propulsori Honda K20A aspirati, costruiti secondo (seguono) le norme FIA S2000 con una potenza di circa 250 cv.

### Regolamento sportivo
Ogni weekend di gara inizia al venerdì con due sessioni di prove libere di 45 minuti ciascuna e una sessione di qualifiche di 30 minuti che decide la griglia di partenza della gara del sabato. Vi sono due gare: la prima, disputata al sabato, con una lunghezza di circa 75 km; la seconda si disputa la domenica con una lunghezza di circa 100 km
La griglia di partenza in gara 2 è determinata dal risultato di gara 1. Vengono invertite le prime otto posizioni.

### Sistema di punteggio
Ogni scuderia conquista punti solo con le prime due vetture giunte al traguardo. A chi ottiene la pole in gara 1 è attribuito un punto bonus.
| Gara 1 | Gara 1 | Gara 1 | Gara 1 | Gara 1 | Gara 1 | Gara 1 | Gara 1 | Gara 1 |
| 1°     | 2°     | 3°     | 4°     | 5°     | 6°     | 7°     | 8°     | GPV    |
| ------ | ------ | ------ | ------ | ------ | ------ | ------ | ------ | ------ |
| 10     | 8      | 6      | 5      | 4      | 3      | 2      | 1      | 1      |

| 6 | 5 | 4 | 3 | 2 | 1 | 1 |

- Il sistema utilizzato fino al 2008 prevedeva che in entrambe le gare i punti venissero assegnati secondo lo schema seguente: 10-8-6-5-4-3-2-1.

## Albo d'oro

### Albo d'oro Pro Series
| Anno | Nome del campionato         | Campione              |
| ---- | --------------------------- | --------------------- |
| 2005 | 3000 Pro Series             | Massimiliano Busnelli |
| 2005 | 3000 Pro Series             | Norbert Siedler       |
| 2006 | F3000 International Masters | Jan Charouz           |

### Albo d'oro Formula Masters
| Anno | Campione            | Campione Classe Secondaria               |
| ---- | ------------------- | ---------------------------------------- |
| 2007 | Jérôme d'Ambrosio   |                                          |
| 2008 | Chris Van Der Drift | Marcello Puglisi (Formula Master Italia) |
| 2009 | Fabio Leimer        | Alexander Rossi (Rookie of the year)     |